# 果蓬虫属
果蓬虫属（学名：Carpocanopsis）为果蓬虫科的一个属。

## 下属物种
本属包括以下物种：
- 果蓬虫 Carpocanopsis favosa (Haeckel) Kruglivkova, 1978
- 卵果蓬虫 Carpocanopsis obovata Tan et Su,198